# 康拉德·卡尔斯鲁德
康拉德·卡尔斯鲁德（挪威語：Conrad Carlsrud，1884年2月9日—1973年10月21日），挪威男子竞技体操运动员。他曾获得1908年夏季奥运会体操比赛男子团体全能银牌。他在该届奥运会也参加了田径比赛。